# Procesy fotograficzne
Procesy fotograficzne – ogół procesów chemicznych prowadzących do uzyskania zdjęć fotograficznych – zarówno negatywowych, jak i pozytywowych, w tym także służących do uzyskiwania materiałów pośrednich (np. negatywów do wykonania odbitek), a także wykorzystywanych do przetwarzania gotowych materiałów technikami szlachetnymi.
Procesami fotograficznymi są m.in.
- wywoływanie,
- przerywanie,
- utrwalanie,
- odbielanie.

Do przemysłowych standardów tych procesów należą m.in.:
- C-41 (określany również jako CN-16),
- E-6 (określany również jako CRK-2),
- RA-4.